# Juan Cruz Cigudosa
Juan Cruz Cigudosa García (San Adrián, 1964) es un investigador español especializado en Genética Humana y Biotecnología que ha empleado técnicas de edición genómica (CRISPR). Es secretario de Estado de Ciencia, Innovación y Universidades desde 2023 y, anteriormente, ha sido consejero de Universidad, Innovación y Transformación Digital del Gobierno de Navarra entre 2019 y 2023.

## Trayectoria
En 1987, se licenció en Ciencias Biológicas por la Universidad de Navarra, donde se doctoró en 1991 en Biología celular y Genética. Completó su formación con estancias en Suecia, Reino Unido y Estados Unidos. También realizó estudios empresariales en la Fundación Genoma España, en el Instituto de Empresa (IE) y en el RCC Harvard University Executive Program.
Su actividad clínica se inició en el Hospital Universitario de Tenerife, como Facultativo de Citogenética en el Servicio de Anatomía Patológica, donde estuvo hasta el año 2000. Posteriormente, se  incorporó al Centro Nacional de Investigaciones Oncológicas (CNIO) como director del Grupo de Citogenética Molecular, donde se realizaban análisis citogenéticos convencionales y moleculares personalizados de células humanas y de organismos modelos. Durante este tiempo también investigó las anomalías cromosómicas que se producen en el cáncer, utilizando la tecnología de edición de genomas CRISPR-Cas9, a la vez que asistía a centros sanitarios mediante la producción de diagnósticos.
Ha sido docente de máster en diferentes universidades y se le nombró profesor honorario de la Universidad Autónoma de Madrid y de la Universidad Complutense de Madrid. Por otro lado, ha organizado congresos nacionales e internacionales sobre Genética y Biotecnología. Ha participado como experto en los trabajos de la ponencia del Senado sobre Medicina genómica. Sus investigaciones están publicadas en numerosos artículos de revistas científicas nacionales e internacionales.
En 2008 cofundó en Madrid la compañía de biotecnología NIMGenetics que desarrolla biotecnología genómica para mejorar la salud, en la que llegó a ocuparse de la Dirección Científica y de Innovación y que ha recibido varios premios en I+D+i.
En 2013 fue elegido presidente de la Asociación Española Genética Humana (AEGH), también ha ostentado otros cargos como Presidente de la International Society of Cellular Oncology, entre 2012 y 2018 fue miembro de la Junta Directiva de la Asociación Europea de Citogenética y ha formado parte de la Junta Directiva de la Asociación Española de Bioempresas (ASEBIO).
En 2019 fue nombrado Consejero de Universidad, Innovación y Transformación Digital del Gobierno de Navarra. María Chivite le confirmó en el cargo en 2023. También fue consejero en funciones de Economía y Hacienda hasta la toma de posesión de José Luis Arasti.
En diciembre de 2023 se hizo público que sería el próximo secretario de Estado de Ciencia, Innovación y Universidades del Ministerio de Ciencia, bajo el mandato de la ministra Diana Morant.

## Reconocimientos
1999 - Mejor Investigador Joven en Genética Humana, premio anual que se otorga en colaboración con el Instituto de Salud Carlos III (ISCIII) con el propósito de desarrollar el talento científico español.
2000 - Placa  de honor que la Asociación Española de Científicos concede anualmente.
2013 - Premio al Talento Académico del Diario Cinco Días.